# Lontra
Lontra là một đô thị thuộc bang Minas Gerais, Brasil. Đô thị này có diện tích 257,22 km², dân số năm 2007 là 7979 người, mật độ 33,7 người/km².